# Unicabox

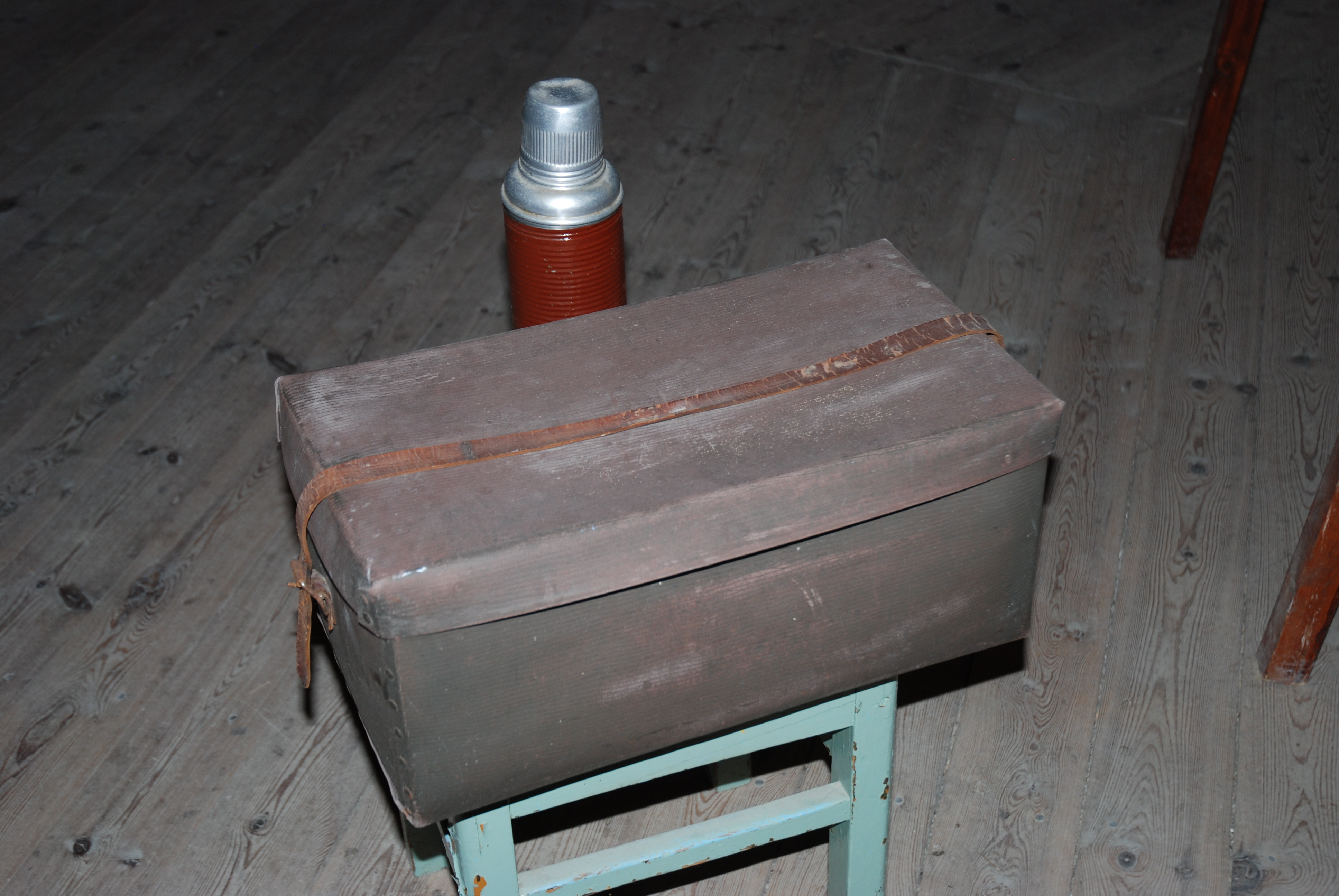
Unicabok för matsäck

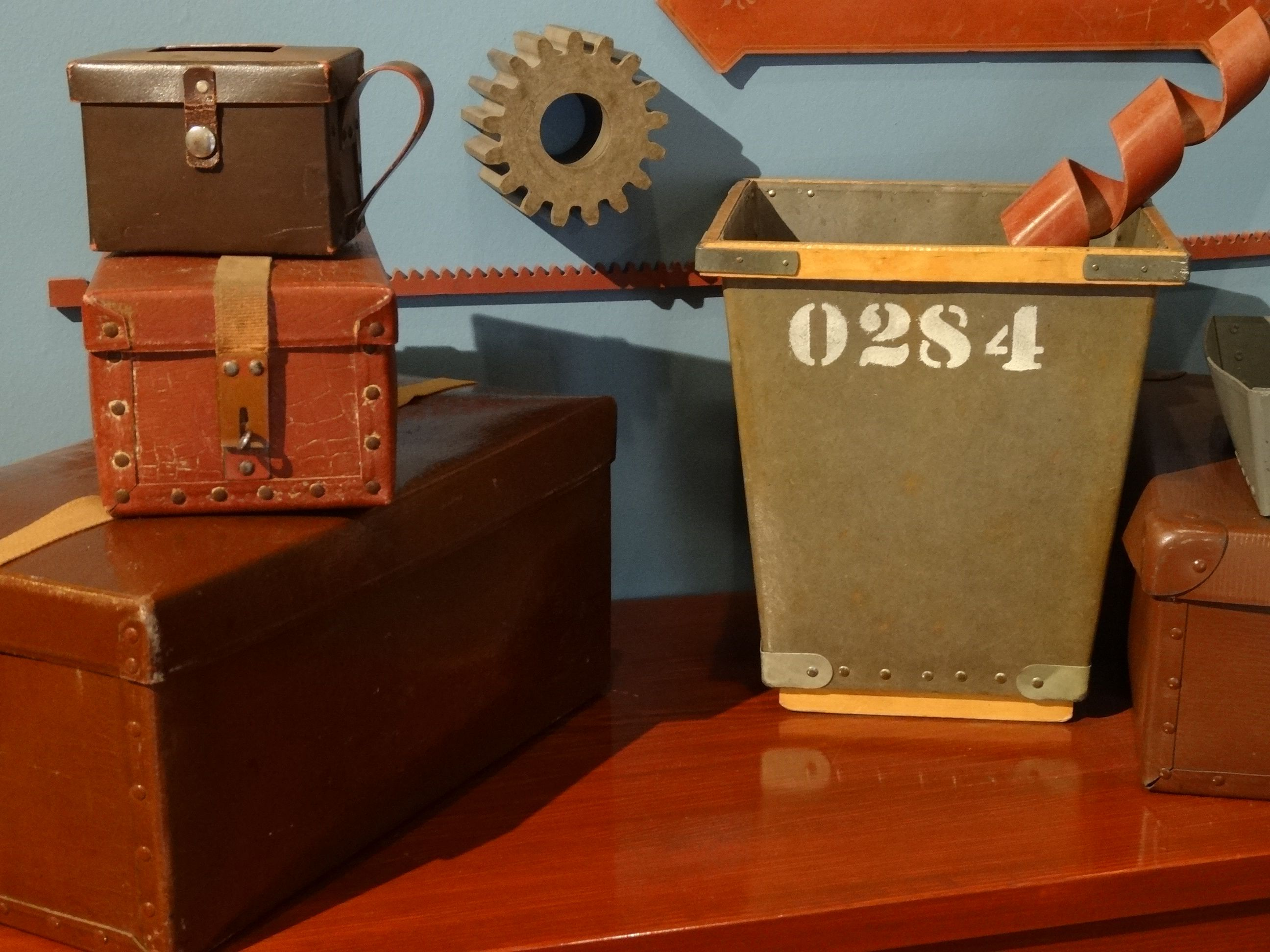
Olika unicaboxar på ett museum.

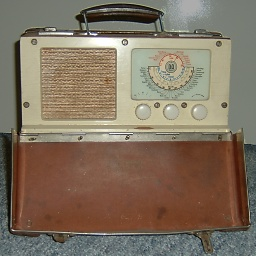
En radiomottagare i en unicabox.

Unicabox är ett varumärkesord för förvarings- eller transportlådor tillverkade av vulkanfiber. Som generell förvaringslåda kallas den ibland unikabox. 
Den ursprungliga unicaboxen tillverkas av Alstermo Bruk efter förebild från amerikanska matlådor för arbetare. Liknande lådor har tillverkats av andra företag, exempelvis Aktiebolaget Tidan.
Unicaboxar har tillverkats för olika ändamål, exempelvis förvaring av kläder och liknande. Den klassiska bilden av en unicabox är dock som matlåda för en svensk arbetare. Av unicafiber tillverkades även resväskor, hattaskar, instrumentfodral och liknande. Den svenska krigsmakten har också varit en stor brukare av grönlackerade unicaboxar för förvaring av reservdelar eller tillbehör. Boxarna var då i regel förpackade inuti större trä- eller plywoodlådor.
Nuförtiden tillverkas boxarna av 100 procent återvunnen fiberpapp.